# Università di Lucerna
L'università di Lucerna è un'università statale della Svizzera. Istituita nel 2000, è l'università più giovane e quantitativamente la più piccola contando 3028 studenti. La facoltà più rinomata dell'ateneo è il corso di giurisprudenza, che corrisponde alla fetta maggiore di studenti.
In conformità con la riforma di Bologna, il percorso di studio prevede un bachelor, della durata di tre anni, cui segue il biennio di specializzazione.

## Storia
Già dal XVII secolo a Lucerna era possibile studiare teologia e filosofia. ma solo nel 1938 fu lanciata l'idea di creare un ateneo nella città. L'idea si concretizzò nel 1978 con la creazione della facoltà di teologia che venne riconosciuta a livello federale. Il 21 maggio 2000, in seguito ad una votazione popolare cantonale con il 73% dei consensi, nacque ufficialmente l'università di Lucerna. Alla già presente facoltà di teologia, si aggiunsero una facoltà di scienze politiche e, l'ultima nata, una facoltà di diritto, che nel 2008 era quella che raccoglieva il maggior numero di iscritti.